# Helicopsyche heacota
Helicopsyche heacota là một loài Trichoptera trong họ Helicopsychidae. Chúng phân bố ở miền Australasia.